# 仁青林寺
仁青林寺，又译“仁钦林寺”，位于西藏自治区拉萨市墨竹工卡县扎西岗乡仁青林村，是一座藏传佛教寺院。

## 历史
仁青林寺位于西藏自治区拉萨市墨竹工卡县扎西岗乡仁青林村，海拔3750米。为藏传佛教寺院。仁青林村便是因该寺而得名。仁青林村在西藏和平解放前是拉萨嘎康庄园管理农奴的管理站。仁青林寺就在该村附近。
仁青林寺由直贡噶举派高僧强斯根郭仁钦于1416年（藏历第七绕迥火猴年）创建。传说直贡噶举派克珠·德哇迅鲁弟子强斯根郭仁钦，获得施主冲朗卡白桑布的资助之后，依照茹托索朗坚赞活佛的遗嘱，抵达加持之地墨竹舍尔多建庙。但该地有两个叫“舍尔多”的地方。所以强斯根郭仁钦只好供神施食子以求指点，随后突然降下一只乌鸦叼走施食子，飞至河南岸的树枝上，强斯根郭仁钦认为这是神显灵指点，乃决定在河南岸的树枝旁建寺，取名“仁青林”。该寺起初规模很小，只有一间佛殿与数间僧舍。后来该寺逐渐扩建，形成8600平方米的面积，有176名僧人，称为“大宝寺”。
文化大革命中，仁青林寺被毁。中共十一届三中全会以后，民众自筹资金修缮了此寺。21世纪初，该寺有喇嘛23人，正常过宗教生活。
2012年，该寺的僧人土旦强巴被评为西藏自治区爱国守法先进僧尼。2013年6月29日，拉萨市2013年上半年和谐模范寺庙暨爱国守法先进僧尼表彰大会召开，墨竹工卡县仁青林寺的僧人土旦强巴和曲水县雄色寺的尼姑索朗曲珍在会上先后发言。
除了该寺名叫仁青林寺之外，还有其他各地的同名寺院。例如，位于西藏自治区昌都地区芒康县的仁青林寺，以及青海省玉树县巴塘乡的吉祥萨迦仁青林寺。

## 建筑
仁青林寺坐西朝东，面临墨竹河，背靠山峦。仁青林寺原来的建筑以石块砌成，是由经堂、依怙殿、僧院、僧舍等组成的藏式三层平顶楼。
仁青林寺大经堂，面阔5间，进深5间，有柱16根，其中4根长柱直达二层以上。殿内主供释迦牟尼泥塑像，左右两侧供奉檀香木十一面观音和三世佛、五世达赖等多尊泥塑像；经架上是用金、银、珍宝合汁写成的101卷《甘珠尔》和《丹珠尔》各一套，以及《十万颂》等经书多部。殿内四壁绘有格鲁派题材壁画；堂内悬挂许多宗教及历史题材唐卡。夏叶康（无量宫），有柱4根，殿内主供释迦牟尼镀金铜像，其左侧供奉1人高的弥勒佛和强斯根郭仁钦泥塑像，右侧供奉燃灯佛和朗卡白桑泥塑像，旁边供奉一层高的强斯根郭仁钦和圣者绕久帕的鎏金铜镀灵塔，四壁泥塑护法神等鎏金铜像，以及多部经书。衮康（依怙殿），有柱2根，其内供奉一层高的胜乐五佛铃之一的本尊佛泥塑像，还供奉班钦索朗扎巴塑造的一层高的四臂依怙护法神泥塑像，以及天女旃扎日、墨竹守护神斯益查坚玛泥塑像，殿内四壁绘马、羊、狮、虎、山羊等人首兽身壁画。
仁青林寺第二层楼上的热不赛（明辉佛殿），有柱4根，其内供奉至尊绿度母（救八难度母）鎏金铜像和密集金刚8岁身量镀金铜像，高1.3米；还供奉有五世达赖和法尊罗布嘉措银铸像、本尊13佛以及四臂观音镀金佛像。佛龛内供奉噶当小塔一百余座，为响铜铸造；经橱内供奉各种经书。强巴拉康（弥勒佛殿），有柱2根，其内供奉弥勒佛镀金铜像、高0.3米的泥塑药师八如来、其他各种镀金、响铜、银铸造的多尊佛像。
仁青林寺第三层楼上，有仁青林寺历代活佛的卧室等等。此外还有长号、唢呐、长柄鼓、神鼓、铜银质的经水盏等法器，法衣多套。
21世纪初，该寺有佛殿（宽4柱）、僧舍、库房、茶厨、招待所等建筑。佛殿面积16柱，平面呈长方形，藏式平顶。殿内供奉三世佛、五世达赖和十一面观音等泥塑像五十余尊；四壁悬挂多幅格鲁派题材的唐卡。